# بيل ماير
بيل ماير (بالإنجليزية: Bill Meier)‏ هو محامي وسياسي أمريكي، ولد في 1 أغسطس 1940. حزبياً، نشط في الحزب الجمهوري. وقد انتخب عضو مجلس ولاية تكساس.